# Суматра
Сума́тра (индон. Sumatra, малайск. Sumatera, ачех. Ruja, Sumatra) — остров в западной части Малайского архипелага, в группе Больших Зондских островов. Входит в состав Индонезии. Является шестым по величине островом в мире, вторым по площади среди островов Индийского океана и крупнейшим среди островов, полностью принадлежащих Индонезии. Население по состоянию на 2020 составляет 58,6 млн человек — 21,68 % населения Индонезии.

## Этимология
Арабский путешественник XIV века Ибн Баттута упоминает расположенное на этом острове государство Самудра или Сумутра — «морская страна» (от санскр. самудра — «море»). Современное индонезийское Pulau Sumatera, русское традиционное — остров Суматра.

## Географическое положение

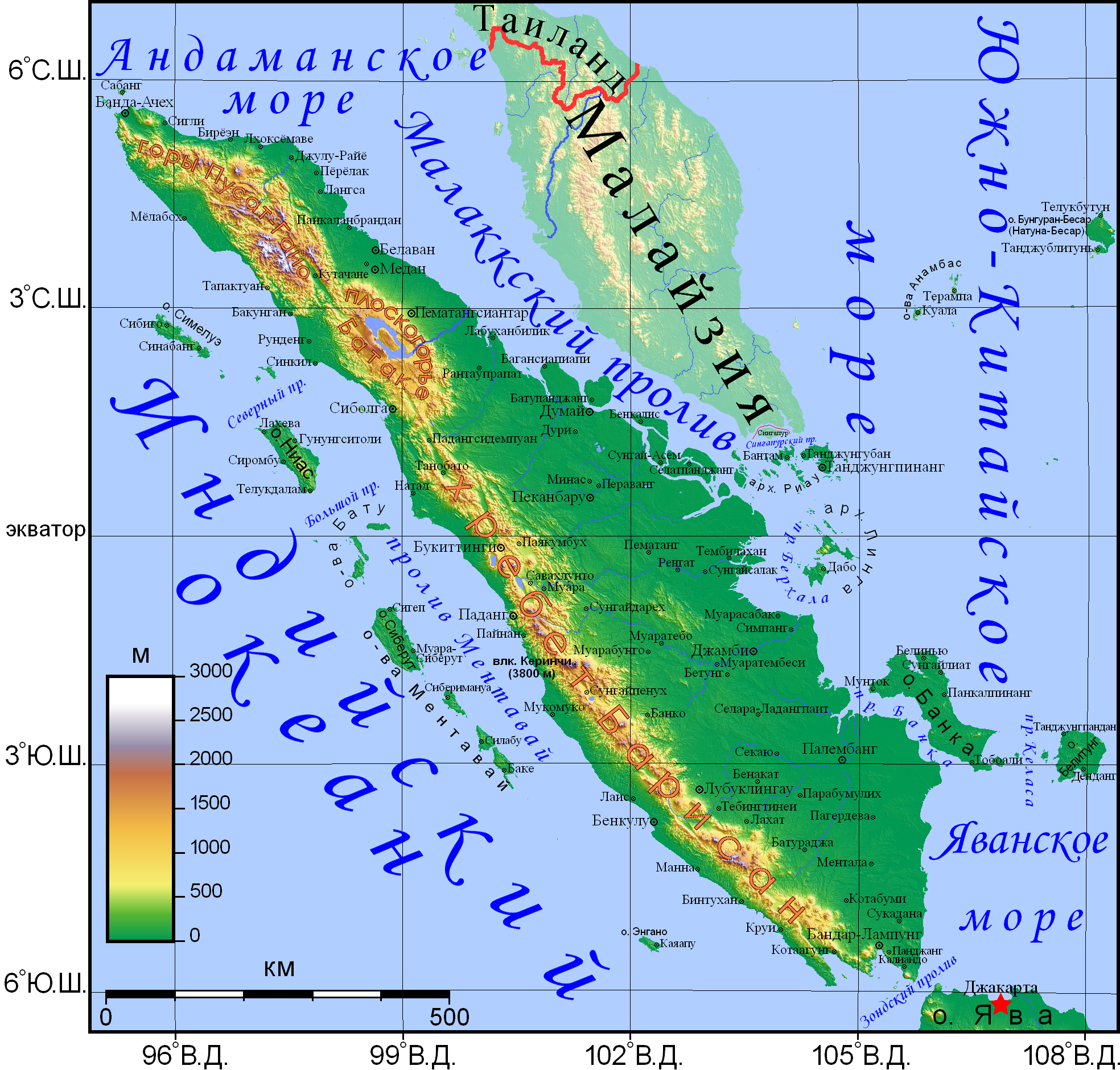
Физическая карта Суматры

Суматра располагается в обоих полушариях и делится экватором почти на равные части. Площадь острова составляет около 473 тысяч км², что составляет примерно 24,6 % общей площади Индонезии.
Остров вытянут с северо-запада на юго-восток примерно на 1,8 тыс. км, в ширину достигает 435 км.
Суматра является самым западным из главных островов Индонезийского архипелага.
Малаккский пролив разделяет Малакку и Суматру. От острова Ява Суматру отделяет Зондский пролив.
Береговая линия изрезана слабо, вблизи побережья встречаются коралловые рифы.
Крупнейшее озеро Суматры — Тоба.
Для Суматры характерна высокая магнитуда землетрясений (до 7—8).

## Рельеф
Рельеф Суматры на юго-западном побережье острова является гористым — плоскогорья Ачех и Батак, хребет Барисан. Хребет разделяется зоной разломов на две параллельные цепи, которые сложены палеозойскими породами — известняками, кварцитами, кристаллическими сланцами, с выходами гранитных интрузий.
На острове имеется много вулканов, 12 из которых являются действующими.
Самая высокая точка острова Суматра — действующий вулкан Керинчи, или Индрапура (3805 м) располагается в центральной части Барисанской горной гряды. К другим крупнейшим вулканам относятся — Демпо (3159 м), Марапи (2891 м).
Северо-восточная часть острова представлена низменной равниной, сложенной речными наносами.

## Климат
Климат на Суматре экваториальный, жаркий и влажный. Среднемесячные температуры колеблются от 25 до 27 °C.
С декабря по март преобладают северо-восточные ветры, с июля по сентябрь — юго-западные. Осадки от 1000 мм в год в восточных районах острова, до 4000 мм в западных районах; в горных районах — до 6000 мм.

## Водные ресурсы

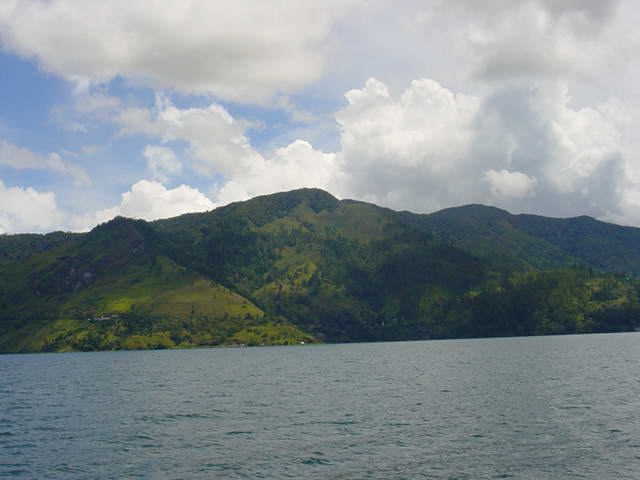
Озеро Тоба — крупнейшее на Суматре

Суматра богата реками. Основные из них: Рокан, Кампар, Индерагири, Хари, Муси, Сиак.
Наиболее крупные из них текут с запада на восток.
Наиболее крупное озеро на Суматре — озеро Тоба, находящееся в кальдере древнего вулкана и являющееся самым большим и глубоким озером Юго-Восточной Азии. Длина озера — 100 км, ширина — 40 км, площадь — 1145 км².
Глубина озера — около 450 м. В центре озера располагается остров Самосир, площадью 530 км².
На самом острове Самосире располагается ещё одно озеро — Сидохони. У северной оконечности озера расположен 120-метровый водопад Сиписо-Писо.
Поверхность озера Тоба находится на высоте 906 м над уровнем моря. Уровень воды в озере постепенно снижается.

## Природа

### Флора
Более 30 % территории Суматры покрыто тропическим лесом. Во влажных экваториальных лесах острова до высот 1500 м преобладают фикусы, различные пальмы, гигантский бамбук, древовидные папоротники, лианы.
В горах на высотах более 1500 м преобладают вечнозеленые дубы и лавры, широколиственные листопадные породы, клён, каштан, хвойные деревья.
Выше 3000 м произрастают низкорослые кустарники, травы. В межгорных равнинах располагаются участки саванны, в которых распространён аланг-аланг. На северо-восточном побережье распространены мангровые заросли.

### Фауна

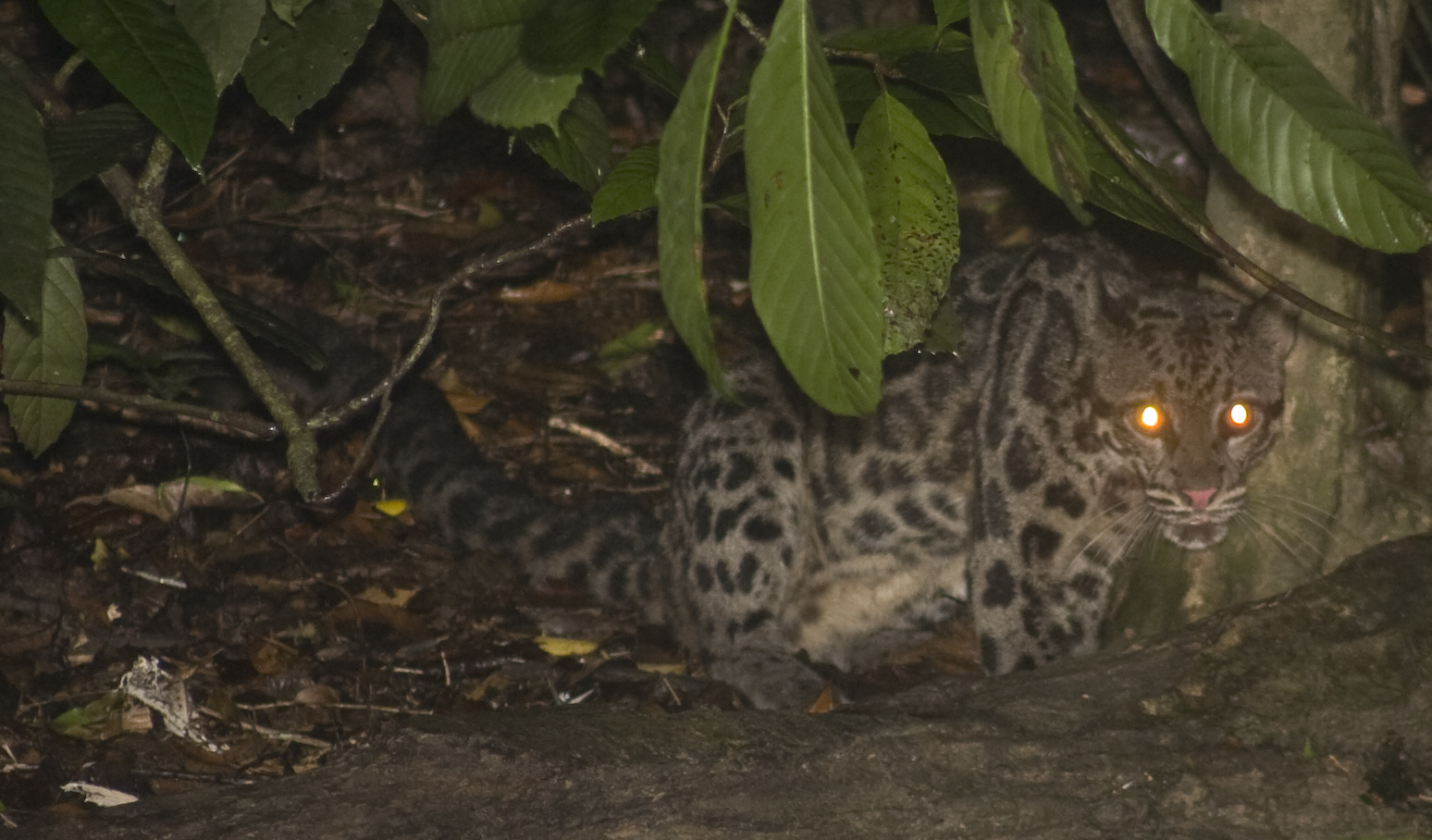
Борнейский дымчатый леопард

Животный мир острова Суматра разнообразен. На Суматре обитают: 196 видов млекопитающих, 194 вида рептилий, 62 вида амфибий, 272 вида рыб и 456 видов птиц, из которых эндемиками являются 9 видов млекопитающих, 19 видов птиц и 30 видов рыб.
Из животного мира встречаются суматранский носорог, суматранский слон, буйвол, чепрачный тапир, суматранский тигр, малайский медведь, свинохвостый макак, орангутан, гиббон, сиаманг, шерстокрыл, полосатая свинья, борнейский дымчатый леопард, островная виверра, различные виды белок, летучих мышей.
Из пресмыкающихся — крупные змеи, «летающий дракон», гавиаловый крокодил. Не менее разнообразен и мир птиц и насекомых. Многие из видов флоры и фауны — эндемики острова.

## Исторические сведения

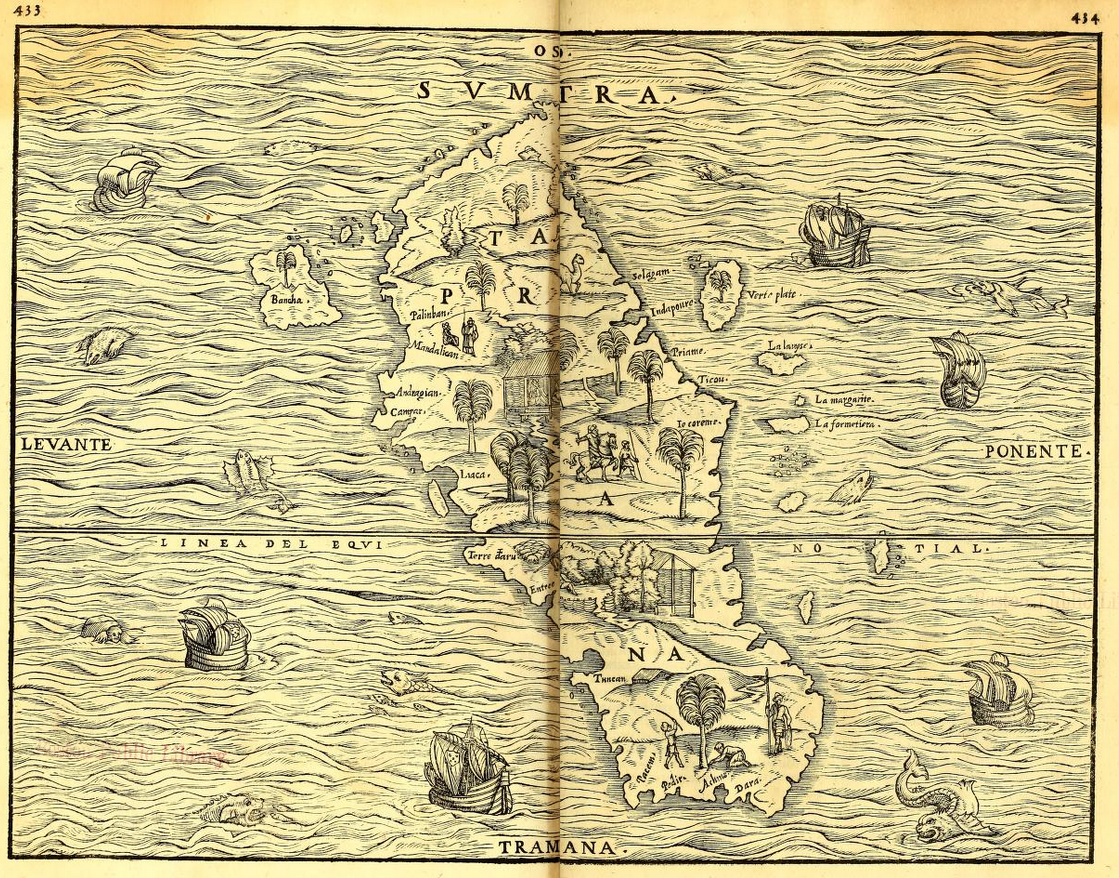
Карта Суматры 1565 года

Около 73 тысяч лет назад на острове Суматра произошёл гигантский взрыв вулкана Тоба. В результате на месте взрыва образовалась воронка диаметром около 100 км, а в атмосферу попало 800 км³ пыли и пепла. Это событие имело, по мнению учёных, драматические последствия для человеческой популяции (эффект бутылочного горлышка, в результате которого численность населения Земли сократилась до 2 тыс. человек), так как извержение спровоцировало 1800-летний ледниковый период.
Два зуба современных людей из пещеры Лида Аджер (Lida Ajer), найденные антропологом Эженом Дюбуа, датируются возрастом около 68 тыс. л. н. (от 63 000 до 73 000 л. н.). Следов извержения вулкана Тоба в районе Лида Аджер не выявлено, возможно, разнос пепла от Тобы проходил в других направлениях — на северо-запад, юго-запад и восток.
Восточные и южные районы Суматры и прилегающие к ним мелкие острова, где происходило складывание малайской народности, историки традиционно относят к районам наиболее раннего политогенеза.
Древнейшие суматранские государства ориентировались на морские пути, которые, огибая Суматру с севера, шли по Малаккскому проливу, вдоль восточного берега Суматры, затем — вокруг Южной Малайи поворачивали на север к полуострову Индокитай и китайским берегам либо шли на остров Яву и через Яванское море — в Восточную Индонезию, к Островам пряностей. Для северосуматранских районов имели значение также речные и перевалочные сухопутные трассы через Северную Малайю в Сиамский залив.
В бассейнах суматранских рек Батанг и Муси, связывавших виутриостровные области с внешнеторговыми путями, изначально имелись условия для рисоводства и богатые лесные ресурсы. С этими землями (район Джамби — Палембанга) отождествляют упоминаемое китайскими источниками в середине III века н. э. царство Гэин (Дяин) — один из центров посреднической торговли, поддерживавший связи как с Китаем, так и с индийскими портами и просуществовавший до VI века н. э.
Китайский источник III века н. э. «Цянь Хань Шу» упоминает также царство Пицзун (Писанг), лежавшее на морском пути из Индии в Китай и занимавшее острова Риоу-Линга у юго-восточного побережья Суматры. С Северной Суматрой связывают и более позднее государство Барус.
В VII веке практически весь остров занимало государство Шривиджая, а в XIII—XVI вв. Суматра входила в состав империи Маджапахит. В 1496—1904 годах на территории острова находился султанат Ачех. C XVII и до середины XX века остров был колонией Нидерландов. Индонезия получила независимость 17 августа 1945 года, и Суматра стала её частью.
На острове сохранились кирпичные буддистские храмы «биаро» постройки XI—XIV веков.

## Население

провинции Суматры

Население Суматры составляет 50,6 млн человек (2010, оценка), это четвёртый по численности населения остров мира. Основные города — Медан (крупнейший город), Палембанг, Паданг. Плотность населения — около 116 чел./км². На Суматре живут люди множества народностей, около 90 % исповедует ислам.
Население провинций Суматры, по данным национальной службы статистики Индонезии:
| Провинция                                    | 2000       | 2010 (оценка) |
| -------------------------------------------- | ---------- | ------------- |
| Ачех (индон. Nanggroe Aceh Darussalam)       | 3 930 905  | 4 486 570     |
| Банка-Белитунг (индон. Kep. Bangka Belitung) | 900 197    | 1 223 048     |
| Бенкулу (индон. Bengkulu)                    | 1 567 432  | 1 713 393     |
| Джамби (индон. Jambi)                        | 2 413 846  | 3 088 618     |
| Лампунг (индон. Lampung)                     | 6 741 439  | 7 596 115     |
| Риау (индон. Riau)                           | 4 957 627  | 5 543 031     |
| Острова Риау (индон. Kepulauan Riau)         | н/д        | 1 685 698     |
| Западная Суматра (индон. Sumatera Barat)     | 4 248 931  | 4 845 998     |
| Северная Суматра (индон. Sumatera Utara)     | 11 649 655 | 12 985 075    |
| Южная Суматра (индон. Sumatera Selatan)      | 6 899 675  | 7 446 401     |
| Суматра в целом                              | 43 309 707 | 50 613 947    |

## Экономика
Основой экономики Суматры является земледелие и горнодобывающая промышленность.
Из сельского хозяйства наиболее распространено выращивание риса, каучуконосов, кокосовых пальм, кофе, чая, табака, пряностей.
На Суматре разведаны несколько крупных месторождений нефти. Добыча нефти на Суматре составляет 4/5 всей добычи в Индонезии.
Суматра богата природными ископаемыми — нефть, железо, уголь, золото, никель, олово. Имеются нефтеперерабатывающие, текстильные и пищевые предприятия.
Развит морской транспорт. Главные порты: Белаван (около Медана), Палембанг, Паданг.
В 2010-х годов на острове началось развитие скоростных платных автомобильных дорог.